# بلش مالقة
بلدية فيليث مالقة (بالإسبانية: Vélez-Málaga) وكانت تعرف زمن الأندلس بلش مالقة، هي بلدية تقع في مقاطعة مالقة التابعة لمنطقة أندلوسيا جنوب إسبانيا. من مدنها بناء الشرف.

## الديموغرافيا
بلغ عدد سكان بلدية بلش-مالقة 77.004 نسمة عام 2011 (وفقاً للمعهد الوطني الإسباني للإحصاء).
| 53.071 | 54.796 | 57.457 | 64.919 | 69.604 | 74.190 | 77.004 |

## أعلام
- ابن مجبر
- خواكين بليك
- ايستيبان فيغو
- فرناندو هييرو
- إميليو غويرا
- خافيير غويرا
- مارمول كاربخال